# Suldan Hassan
Suldan Hassan (* 1. April 1998 in Somalia) ist ein schwedischer Leichtathlet, der sich auf den Langstreckenlauf spezialisiert hat.

## Leben
Suldan Hassan wurde in Somalia geboren und zog im Alter von 11 Jahren, im Jahr 2009, nach Schweden. 2015 erhielt er die schwedische Staatsbürgerschaft. Hassan ist auf dem rechten Auge blind, nachdem er im Alter von vier Jahren einen Unfall hatte.

## Sportliche Laufbahn
Erste internationale Erfahrungen sammelte Suldan Hassan im Jahr 2015, als er bei den Jugendweltmeisterschaften in Cali in 8:34,42 min den zehnten Platz im 3000-Meter-Lauf belegte. Im Jahr darauf gelangte er bei den U20-Weltmeisterschaften in Bydgoszcz in 14:15,22 min auf Rang 15 im 5000-Meter-Lauf und 2017 wurde er bei den U20-Europameisterschaften in Grosseto in 14:51,76 min Vierter über diese Distanz. 2019 nahm er über 3000 Meter an den Halleneuropameisterschaften in Glasgow teil und schied dort mit 8:05,08 min in der Vorrunde aus. Anschließend belegte er bei den U23-Europameisterschaften in Gävle in 14:19,96 min den fünften Platz über 5000 Meter und im Dezember gelangte er bei den Crosslauf-Europameisterschaften in Lissabon nach 24:58 min auf den elften Platz in der U23-Wertung. 2024 wurde er bei den Europameisterschaften in Rom nach 1:02:09 h 13 im Halbmarathon. Zuvor verbesserte er in Sevilla den schwedischen Landesrekord im Marathonlauf auf 2:07:36 h. Im August wurde er bei den Olympischen Sommerspielen in Paris nach 2:11:21 h 28. im Marathon.
In den Jahren 2019 und 2020 wurde Hassan schwedischer Meister im 5000-Meter-Lauf.

## Persönliche Bestleistungen
- 1500 Meter: 3:39,18 min, 16. August 2019 in Göteborg
- 3000 Meter: 7:44,53 min, 31. August 2021 in Rovereto
  - 3000 Meter (Halle): 7:50,44 min, 13. Februar 2021 in Gent
- 5000 Meter: 13:18,01 min, 29. August 2020 in Göteborg
- 10.000 Meter: 28:31,75 min, 23. Juni 2020 in Stockholm
- 10-km-Straßenlauf: 28:20 min, 9. Januar 2022 in Valencia
- Halbmarathon: 1:01:56 h, 29. Oktober 2023 in Málaga
- Marathon: 2:07:36 h, 18. Februar 2024 in Sevilla (schwedischer Rekord)